# Princípio de Krogh
O princípio de Krogh afirma que "para cada problema fisiológico existe um animal-modelo adequado ao seu estudo". Este conceito é central para aquelas disciplinas da biologia que se amparam no método comparativo tais como a neuroetologia, a fisiologia comparativa e mais recentemente a genómica funcional.